# Scapania levieri
Scapania levieri là một loài rêu trong họ Scapaniaceae. Loài này được K. Müller mô tả khoa học đầu tiên năm 1905.
Danh pháp khoa học của loài này chưa được làm sáng tỏ. 